# Stoyoma Mountain
Stoyoma Mountain är ett berg i Kanada.   Det ligger i provinsen British Columbia, i den södra delen av landet, 3 400 km väster om huvudstaden Ottawa. Toppen på Stoyoma Mountain är 2 157 meter över havet.
Terrängen runt Stoyoma Mountain är huvudsakligen kuperad, men åt nordost är den bergig. Trakten runt Stoyoma Mountain är nära nog obefolkad, med mindre än två invånare per kvadratkilometer.. Det finns inga samhällen i närheten.
I omgivningarna runt Stoyoma Mountain växer i huvudsak barrskog.